# قاسم رضوي
سيد قاسم رضوي أو قاسم رضوي هو سياسي هندي من ولاية حيدر أباد الأميرية، وهو محامٍ ينتمي إلى محكمة لاتور، ورئيس حزب مجلس اتحاد المسلمين من ديسمبر 1946 حتى ضم ولاية حيدر آباد للهند في عام 1948. وهو مؤسس حركة الرضاكار، وهي منظمة شبه عسكرية إسلامية من المتطوعين للعمل على الاستقلال في حيدر آباد. ورفض الانضمام في اتحاد الهند.

## بدايته
ولد قاسم رضوي في المقاطعات المتحدة، ودرس القانون في جامعة عليكرة الإسلامية. وهاجر إلى ولاية حيدر آباد بعد التخرج، ثم استقر كمحامي في لاتور في مقاطعة عثمان آباد.
بعد وفاة نواب بهادر يار جنغ القائد المؤسس لحزب مجلس اتحاد المسلمين عام 1944، انتخب قاسم رضوي كزعيم للحزب، ثم أسس جمعيته الخاصة في لاتور.
في فبراير 1946 قام أعضاء في الحزب بقيادة عبد الرحمن ريس باحتجاج عنيف على هدم مسجد، وأحرقوا منزل رئيس الوزراء نواب من شاتاري والسير ويلفريد جريجسون.

## قيادة مجلس اتحاد المسلمين
شكل رضوي حركة الرضاكار من الانفصاليين المسلمين الذين دافعوا عن استمرار حكم سلالة نظام الملك أو الانضمام إلى باكستان. ولكن أن ثبت أن الانضمام إلى باكستان مستحيل بسبب بعد منطقة حيدر آباد عن باكستان، قاموا بمقاومة انضمام حيدر آباد إلى حكومة الهند المشكلة حديثًا، وسافر رضوي إلى دلهي وعقد لقاء مع الزعيم الهندي ساردار فالاباي باتل، لكن فشل اللقاء، وأطلقه الحكومة الهندية عليه اسم «وحش فرانكنشتاين في نظام الملك». ووصفوه بأنه متعصب ديني مسلم «أصر على حق المسلمين في استعباد الهندوس».
بعد عملية بولو التي هزم فيها الجيش الهندي الرضاكار وضم حيدر آباد إلى الهند، حُظِرَ الحزب في عام 1948. وسُجِنَ قاسم رضوي من عام 1948 إلى عام 1957، وأُفرج عنه بشرط أن يذهب إلى باكستان حيث مُنح حق اللجوء السياسي.
وقبل مغادرته سلم قاسم رضوي مسؤولية ما تبقى من اتحاد المسلمين إلى عبد الواحد العويسي، وهو محام. قام العويسي بتنظيم ما تبقى وشكل مجلس عموم الهند لاتحاد المسلمين. بعد عبد الواحد العويسي تولى نجله سلطان صلاح الدين العويسي زعامة الحزب.

## وصلات خارجية
- قصة قاسم رضوي